# Гірокастринська митрополія
Гірокастринська митрополія (алб. Mitropolia e Shenjtë e Gjirokastrës, Аргірока́стрська митрополія, грец. Ιερά Μητρόπολη Αργυροκάστρου) — єпархія Православної автокефальної церкви Албанії в областях Гірокастра і Вльора в Албанії.

## Історія
Утворення міста Гірокастра відноситься до XII століття. Вона входила в візантійську провінцію Епір і називалася Аргірополіс («Срібне Місто») або Аргірокастрон («Срібний Замок»). У XIV столітті місто входило у грецьке князівство Епір (Епірський деспотат). У 1417 місто було включено до складу Османської імперії. В кінці XIX століття місто стало одним з центрів боротьби за незалежність Албанії. У 1912 році Гірокастра увійшла до складу Албанії.
7 серпня 2016 року в Гірокастрі відбулося освячення нового Воскресенського кафедрального собору, який будувався з 2004 року. Поряд з собором було побудовано і сучасну будівлю школи, що було введено в експлуатацію в 2012 році.